# Liste des œuvres pour clavecin de Christoph Graupner
Cette liste répertorie les œuvres pour clavecin de Christoph Graupner, d'après le « Thematisches Verzeichnis der musikalischen Werke:Graupner, Christoph » (catalogue thématique des œuvres instrumentales de Graupner).

## Liste de pièces pour clavecin
- Partien auf das Clavier (Darmstadt, 1718)
  - GWV 101 — Partita en do majeur
  - GWV 102 — Partita en do mineur
  - GWV 103 — Partita en ré majeur
  - GWV 104 — Partita en ré mineur
  - GWV 105 — Partita en mi bémol majeur
  - GWV 106 — Partita en mi majeur
  - GWV 107 — Partita en mi mineur
  - GWV 108 — Partita en fa majeur
- Monatliche Clavier Früchte (Darmstadt, 1722)
  - GWV 109 — Partita en do majeur « Januarius »
  - GWV 110 — Partita en sol majeur « Februarius »
  - GWV 111 — Partita en sol mineur « Martius »
  - GWV 112 — Partita en do mineur « Aprilis »
  - GWV 113 — Partita en fa majeur « Maius »
  - GWV 114 — Partita en fa mineur « Junius »
  - GWV 115 — Partita en ré majeur « Julius »
  - GWV 116 — Partita en ré mineur « Augustus »
  - GWV 117 — Partita en la majeur « September »
  - GWV 118 — Partita en la mineur « October »
  - GWV 119 — Partita en mi majeur « November »
  - GWV 120 — Partita en mi mineur « December »
- Vier Partien auf das Clavier, unter der Benennung der vier Jahreszeiten (Darmstadt, 1733)
  - GWV 121 — Partita en fa mineur « Vom Winter »
  - GWV 122 — Partita pour clavecin « Vom Frühling » (perdue)
  - GWV 123 — Partita pour clavecin « Vom Sommer » (perdue)
  - GWV 124 — Partita pour clavecin « Vom Herbst » (perdue)
- GWV 125 — Gigue en do majeur
- GWV 126 — Partita en do majeur
- GWV 127 — Partita en do majeur
- GWV 128 — Partita en do majeur
- GWV 129 — Partita en do majeur
- GWV 130 — Partita en do majeur
- GWV 131 — Partita en do mineur
- GWV 132 — Partita en do mineur
- GWV 133 — Partita en do mineur
- GWV 134 — Partita en ré majeur
- GWV 135 — Sonatina en ré majeur
- GWV 136 — Aria en mi bémol major
- GWV 137 — Partita en mi mineur
- GWV 138 — Gigue en fa majeur
- GWV 139 — Murky en fa majeur
- GWV 140 — Partita en fa majeur
- GWV 141 — Partita en sol majeur
- GWV 142 — Partita en sol majeur
- GWV 143 — Partita en sol majeur
- GWV 144 — Partita en sol majeur
- GWV 145 — Partita en sol majeur
- GWV 146 — Partita en sol majeur
- GWV 147 — Partita en la majeur
- GWV 148 — Partita en la majeur
- GWV 149 — Partita en la majeur
- GWV 150 — Partita en la mineur
- GWV 701 — Partita en ré majeur
- GWV 702 — Partita en ré mineur
- GWV 703 — Menuet en fa mineur
- GWV 704 — Partita en sol majeur (fragment)
- GWV 705 — Partita en la mineur (fragment)
- GWV 706 — Sonate en si bémol majeur
- GWV 801 — Air en do majeur
- GWV 802 — Marche du Régiment de Saxe Gotha en do majeur
- GWV 803 — Menuet en do majeur
- GWV 804 — Partita en do majeur
- GWV 805 — Partita en do majeur
- GWV 806 — Gigue en do mineur
- GWV 807 — Menuet en do mineur
- GWV 808 — Sarabande en do mineur
- GWV 809 — Sonatina en do mineur
- GWV 810 — Aria en ré majeur
- GWV 811 — Menuet en ré majeur
- GWV 812 — Menuet en ré majeur
- GWV 813 — Menuet en ré majeur
- GWV 814 — Menuet en ré majeur
- GWV 815 — Menuet en ré majeur
- GWV 816 — Menuet en ré majeur
- GWV 817 — Menuet en ré majeur
- GWV 818 — Menuet en ré majeur
- GWV 819 — Partita en ré majeur
- GWV 820 — Aria en ré mineur
- GWV 821 — Aria en ré mineur
- GWV 822 — Aria en ré mineur
- GWV 823 — Menuet en ré mineur
- GWV 824 — Partita en ré mineur
- GWV 825 — Passepied en ré mineur
- GWV 826 — Prélude & Fugue en ré mineur
- GWV 827 — Bourrée en mi mineur
- GWV 828 — Menuet en mi mineur
- GWV 829 — Partita en mi mineur
- GWV 830 — Badinage en fa majeur
- GWV 831 — Bourrée en fa majeur
- GWV 832 — Entrée en fa majeur
- GWV 833 — Menuet en fa majeur
- GWV 834 — Menuet en fa majeur
- GWV 835 — Partita en fa majeur
- GWV 836 — Polonoise en fa majeur
- GWV 837 — Polonoise en fa majeur
- GWV 838 — Marche en sol majeur
- GWV 839 — Menuet en sol majeur
- GWV 840 — Menuet en sol majeur
- GWV 841 — Menuet en sol majeur
- GWV 842 — Reveille en sol majeur
- GWV 843 — Piece en sol majeur
- GWV 844 — Piece en sol majeur
- GWV 845 — Piece en sol majeur
- GWV 846 — Menuet en la majeur
- GWV 847 — Menuet en la majeur
- GWV 848 — Murky en la majeur
- GWV 849 — Partita en la majeur
- GWV 850 — Partita en la majeur
- GWV 851 — Partita en la majeur
- GWV 852 — Gigue en la mineur
- GWV 853 — Menuet en la mineur
- GWV 854 — Menuet en la mineur
- GWV 855 — Prélude & Fugue en la mineur
- GWV 856 — Bourrée en si bémol majeur
- GWV 857 — Partita en si bémol majeur

## Discographie selective
- Graupner: Partitas pour clavecin Vol. 1. Geneviève Soly. (Analekta 3109 : GWV 118, 101, 149)
- Graupner: Partitas pour clavecin Vol. 2. Geneviève Soly. (Analekta 3164 : GWV 102, 108, 141, 136, 702, 125)
- Graupner: Partitas pour clavecin Vol. 3. Geneviève Soly. (Analekta 3181 : GWV 150, 110, 103)
- Graupner: Partitas pour clavecin Vol. 4. Geneviève Soly. (Analekta 9116 : GWV 104, 105, 107)
- Graupner: Partitas pour clavecin Vol. 5. Geneviève Soly. (Analekta 9118 : GWV 150, 106, 119, 109, 126)
- Graupner: Partitas pour clavecin Vol. 6. Geneviève Soly. (Analekta 9119 : GWV 111, 142, 132, 121)
- Graupner: Partitas pour clavecin Vol. 7. Geneviève Soly. (Analekta 9120 : GWV 112, 113, 114, 115)